# クロマティカ
『クロマティカ』（英語: Chromatica）は、アメリカ合衆国のミュージシャン、レディー・ガガの6枚目のスタジオ・アルバム。2020年5月29日にインタースコープ・レコードから発売された。
当初は2020年4月10日の発売が予定されていたが、COVID-19のパンデミックのため延期された。

## 背景

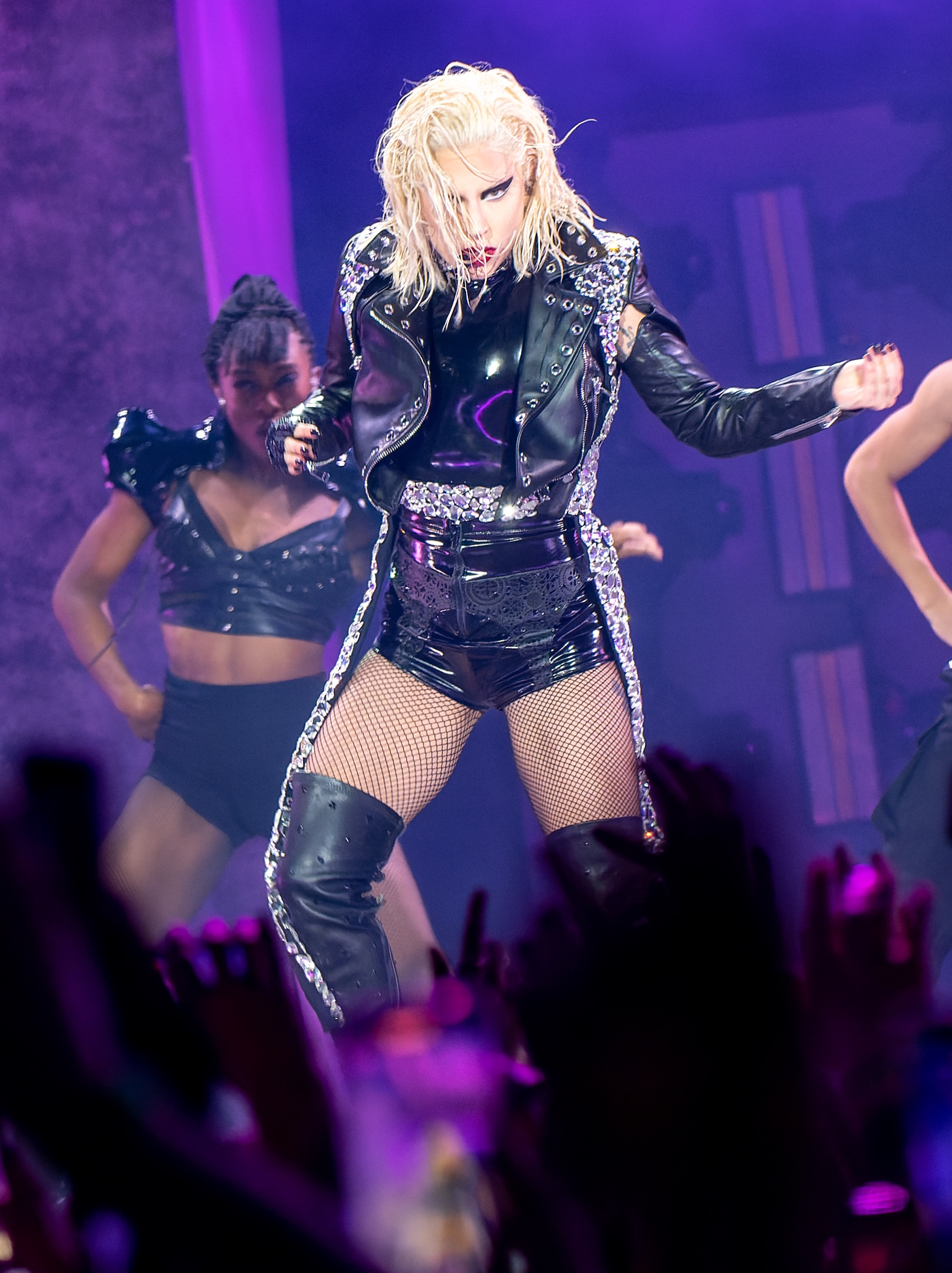
2022年、「The Chromatica Ball」でのガガ。

『クロマティカ』は、ガガの個人的な経験、特に精神的健康問題や過去の恋愛関係からインスピレーションを得たコンセプト・アルバムである。ガガはアルバムの制作中、自身のキャリアによってもたらされた影響に脅かされ、「何もしたくない状態が続いていた」と語っている。その後、徐々に音楽制作を再開し、自身の物語をアルバムを通じて表現した。 録音は主にロサンゼルスのヘンソン・レコーディング・スタジオおよびハリウッド・ヒルズにある自宅スタジオで行われた。

## 音楽性とテーマ
アルバムはダンス・ポップおよびハウス・ミュージックを基調とし、シンセサイザー、パーカッション、グルーヴ、オーケストラのアレンジメントが特徴である。 歌詞は失恋や精神的健康の問題など、ガガの私生活に基づいたテーマを扱っている。アルバムには、アリアナ・グランデ、エルトン・ジョン、BLACKPINKなどのアーティストがゲストとして参加している。

## リリースとプロモーション
当初、アルバムは2020年4月10日にリリース予定であったが、COVID-19パンデミックの影響により延期され、同年5月29日に発売された。プロモーション活動には、製品のエンドースメントやテレビとの提携が含まれていたが、パンデミックの影響で一部制限された。アルバムをサポートするため、ガガは2022年7月から9月にかけて、自身初の全スタジアム・ツアーである「The Chromatica Ball」を開催した。このツアーは当初の予定から2度延期された後に実現し、2024年にはHBO/Maxで特別番組『Gaga Chromatica Ball』として放送された。

## シングル
アルバムからは4枚のシングルがリリースされた。「ステューピッド・ラヴ」は2020年2月28日に先行シングルとして発表され、米国ビルボードホット100でトップ5入りを果たした。 続く「レイン・オン・ミー」 はアリアナ・グランデとのコラボレーションで、同年5月22日にリリースされ、ガガにとって5曲目の全米1位シングルとなった。「911」および「フリー・ウーマン」は特定の国でシングルとしてリリースされた。

## 評価と受賞
『クロマティカ』は音楽評論家から概ね好意的な評価を受け、特に制作の完成度やテーマの扱いが称賛された。一部ではハウス・ミュージックのプロダクションに対する批判も見られた。第63回グラミー賞では、最優秀ポップ・ボーカル・アルバム賞にノミネートされ、「レイン・オン・ミー」は最優秀ポップ・デュオ/グループ・パフォーマンス賞を受賞した。

## 商業的成果
アルバムはアメリカを含む複数の国でチャートの首位を獲得し、ガガにとって6作連続の全米1位アルバムとなった。また、オーストラリア、カナダ、フランス、イタリア、イギリスなどでもチャートのトップに立ち、ドイツ、日本、スウェーデン、スイスなどではトップ10入りを果たした。

## リミックスアルバム：ドーン・オブ・クロマティカ
2021年9月3日、リミックスアルバム『ドーン・オブ・クロマティカ』がリリースされた。このアルバムには、アルカ、リナ・サワヤマ、パブロ・ヴィター、チャーリーXCX、アッシュニコ、シャイガール、ドリアン・エレクトラ、ブリー・ランウェイなど、多数のアーティストが参加しており、主にアンダーグラウンドおよびハイパーポップのプロダクションが特徴である。リミックスアルバムは概ね好意的な評価を受けた。

## 収録曲
| #         | タイトル                                                            | 作詞・作曲 | プロデューサー                                                     | 時間  |
| --------- | ------------------------------------------------------------------- | --- | ------------------------------------------------------------------ | ----- |
| 1.        | 「クロマティカ I」(Chromatica I)                                    | レディー・ガガ モーガン・キビー | ガガ キビー                                                        | 1:00  |
| 2.        | 「アリス」(Alice)                                                   | レディー・ガガ ブラッドポップ ジャスティン・トランター アクスウェル（アクセル・ヘドフォース） ヨハン・カールソン                                 | ガガ ブラッドポップ アクスウェル カールソン                        | 2:57  |
| 3.        | 「ステューピッド・ラヴ」(Stupid Love)                               | レディー・ガガ ブラッドポップ マックス・マーティン エリーズ・レズナー                                                                            | ブラッドポップ マックス・マーティン レズナー                       | 3:13  |
| 4.        | 「レイン・オン・ミー (with アリアナ・グランデ)」(Rain on Me)        | レディー・ガガ アリアナ・グランデ ブラッドポップ チャミ ニジャ・チャールズ ラミ・ヤコブ                                                          | ブラッドポップ チャミ ヤコブ                                       | 3:02  |
| 5.        | 「フリー・ウーマン」(Free Woman)                                    | レディー・ガガ ブラッドポップ アミール・ハゾール・ライト エリーズ・レズナー                                                                      | ブラッドポップ ライト レズナー                                     | 3:11  |
| 6.        | 「ファン・トゥナイト」(Fun Tonight)                                 | レディー・ガガ マックス・マーティン ミシェル・ザリオナ                                                                                           | マックス・マーティン ザリオナ                                      | 2:53  |
| 7.        | 「クロマティカ II」(Chromatica II)                                  | レディー・ガガ モーガン・キビー | ガガ キビー                                                        | 0:41  |
| 8.        | 「911」                                                             | レディー・ガガ マデオン ブラッドポップ ジャスティン・トランター                                                                                  | マデオン ブラッドポップ                                            | 2:52  |
| 9.        | 「プラスチック・ドール」(Plastic Doll)                              | レディー・ガガ ブラッドポップ ジャスティン・トランター マックス・マーティン マディソン・エミコ・ラブ                                             | ブラッドポップ マックス・マーティン                                | 3:41  |
| 10.       | 「サワー・キャンディー (with BLACKPINK)」(Sour Candy)               | レディー・ガガ テディ・パーク マディソン・エミコ・ラブ ブラッドポップ ラミ・ヤコブ                                                               | テディ・パーク ブラッドポップ ヤコブ                               | 2:38  |
| 11.       | 「エニグマ」(Enigma)                                                | レディー・ガガ ブラッドポップ バーンズ ニジャ・チャールズ                                                                                        | バーンズ ブラッドポップ                                            | 2:59  |
| 12.       | 「リプレイ」(Replay)                                                | レディー・ガガ ブラッドポップ バーンズ トーマス・ウェズリー・ペンツ ジョージ・ペイン                                                             | ブラッドポップ バーンズ ディプロ                                   | 3:06  |
| 13.       | 「クロマティカ III」(Chromatica III)                                | レディー・ガガ モーガン・キビー | ガガ キビー                                                        | 0:27  |
| 14.       | 「サイン・フロム・アバヴ (with エルトン・ジョン)」(Sine From Above) | レディー・ガガ エルトン・ジョン ブラッドポップ アクセル・ヘドフォース セバスチャン・イングロッソ サレム・アル・ファキール ヴィンセント・ポンタレ | ブラッドポップ アクスウェル イングロッソ ポンタレ アル・ファキール | 4:04  |
| 15.       | 「1000ダヴズ」(1000 Doves)                                          | レディー・ガガ ブラッドポップ バーンズ ライアン・テダー マディソン・エミコ・ラブ                                                                 | バーンズ ブラッドポップ                                            | 3:35  |
| 16.       | 「バビロン」(Babylon)                                               | レディー・ガガ ブラッドポップ ボーイズ・ノイズ（アレクサンダー・リダ） ジャスティン・トランター                                                  | ブラッドポップ ボーイズ・ノイズ                                    | 2:41  |
| 合計時間: | 合計時間:                                                           | 合計時間: | 合計時間:                                                          | 42:59 |

## チャート
| チャート (2020年-2021年)                     | 最高 順位 |
| -------------------------------------------- | --------- |
| アルゼンチン (CAPIF)                         | 2         |
| オーストラリア (ARIA)                        | 1         |
| オーストリア (Ö3 Austria)                    | 1         |
| ベルギー (Ultratop Flanders)                 | 3         |
| ベルギー (Ultratop Wallonia)                 | 2         |
| カナダ (Billboard)                           | 1         |
| クロアチア (HDU)                             | 1         |
| チェコ (ČNS IFPI)                            | 1         |
| デンマーク (Hitlisten)                       | 4         |
| オランダ (MegaCharts)                        | 1         |
| エストニア (Eesti Tipp-40)                   | 1         |
| フィンランド (Suomen virallinen lista)       | 1         |
| フランス (SNEP)                              | 1         |
| ドイツ (Offizielle Top 100)                  | 3         |
| ギリシャ (IFPI)                              | 2         |
| ハンガリー (MAHASZ)                          | 4         |
| アイスランド (Tónlistinn)                    | 17        |
| アイルランド (IRMA)                          | 1         |
| イタリア (FIMI)                              | 1         |
| ジャパン・ホット・アルバム (Billboard Japan) | 3         |
| オリコン合算アルバムランキング (Oricon)      | 3         |
| リトアニア (AGATA)                           | 1         |
| メキシコ (AMPROFON)                          | 1         |
| ニュージーランド (RMNZ)                      | 1         |
| ノルウェー (VG-lista)                        | 3         |
| ポーランド (ZPAV)                            | 9         |
| ポルトガル (AFP)                             | 1         |
| スコットランド (OCC)                         | 1         |
| スロバキア (ČNS IFPI)                        | 2         |
| 韓国 (Gaon)                                  | 64        |
| スペイン (PROMUSICAE)                        | 2         |
| スウェーデン (Sverigetopplistan)             | 2         |
| スイス (Schweizer Hitparade)                 | 1         |
| UK アルバムズ (OCC)                          | 1         |
| US Billboard 200                             | 1         |
| US Top Dance/Electronic Albums (Billboard)   | 1         |

### ゴールド等認定
| 国/地域                                                     | 認定     | 認定/売上数 |
| ----------------------------------------------------------- | -------- | ----------- |
| オーストラリア (ARIA)                                       | Gold     | 35,000      |
| オーストリア (IFPI Austria)                                 | Gold     | 7,500       |
| カナダ (Music Canada)                                       | Platinum | 80,000      |
| デンマーク (IFPI Danmark)                                   | Gold     | 10,000      |
| フランス (SNEP)                                             | Platinum | 100,000     |
| イタリア (FIMI)                                             | Platinum | 50,000      |
| ニュージーランド (RMNZ)                                     | Platinum | 15,000      |
| ノルウェー (IFPI Norway)                                    | Gold     | 10,000*     |
| ポーランド (ZPAV)                                           | Platinum | 20,000      |
| スペイン (PROMUSICAE)                                       | Gold     | 20,000      |
| スイス (IFPI Switzerland)                                   | Gold     | 10,000      |
| イギリス (BPI)                                              | Gold     | 100,000     |
| アメリカ合衆国 (RIAA)                                       | Platinum | 1,000,000   |
| * 認定のみに基づく売上数 · 認定のみに基づく売上数と再生回数 |          |             |